# Aldo Gordini
Aldo Gordini (20 de mayo de 1921-28 de enero de 1995) fue un piloto de automovilismo francés de origen italiano, que era hijo de Amédée Gordini. Luego de participar en algunas carreras de Sports prototipos, Aldo trabajó en el equipo familiar como mecánico, participando ocasionalmente como piloto de Fórmula 2. Gracias al apoyo familiar, Aldo, llegó a Fórmula 1, participando únicamente en una carrera en el Gran Premio de Francia de 1951, retirándose de la carrera, luego de algunos años sin competir, participó en las 24 Horas de Le Mans con el equipo Gordini. Falleció en París el 28 de junio de 1995.

## Resultados

### Fórmula 1
(Clave) (negrita indica pole position) (cursiva indica vuelta rápida)

| Año     | Equipo         | 1   | 2   | 3   | 4       | 5   | 6   | 7   | 8   | Pos. | Puntos |
| ------- | -------------- | --- | --- | --- | ------- | --- | --- | --- | --- | ---- | ------ |
| 1951    | Equipe Gordini | SUI | 500 | BEL | FRA Ret | GBR | GER | ITA | ESP | NC   | 0      |
| Fuente: |                |     |     |     |         |     |     |     |     |      |        |